# Lišanský potok
Lišanský potok je malý vodní tok ve Středočeském kraji v okrese Rakovník. Jedná se o levostranný přítok Rakovnického potoka. Je dlouhý 18,8 km, plocha jeho povodí měří 129,1 km² a průměrný průtok v ústí je 0,3 m³/s.
Lokalizace pramene je nejasná. Zeměpisný lexikon uvádí jako místo pramene obec Janov. Podle běžné turistické mapy však pramení 1,25 km severovýchodně od Janova a podle jiné mapy se pramen nachází asi 900 m jižně od Janova.

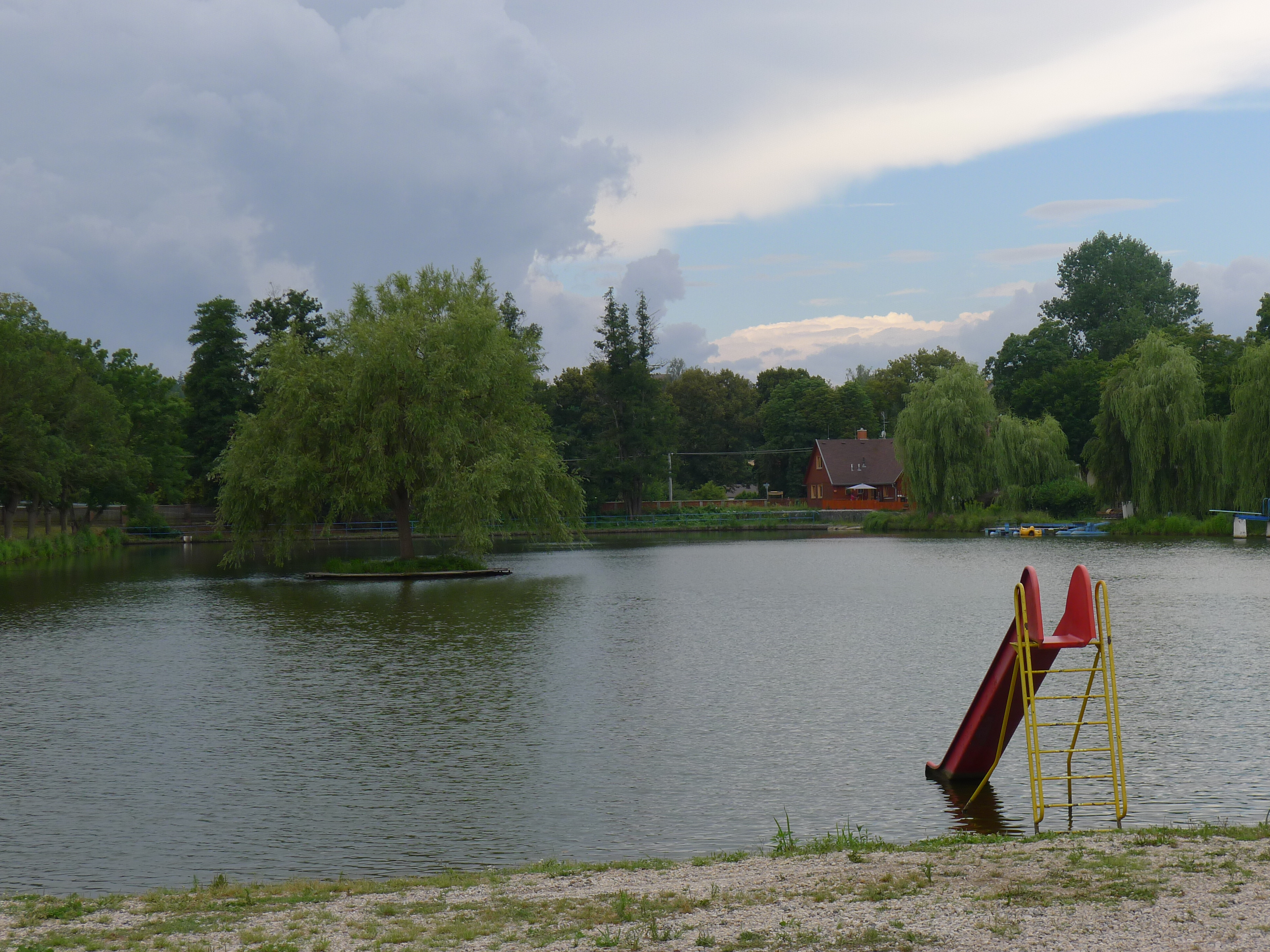
Rakovnické Tyršovo koupaliště napájené Lišanským potokem

Všechny tři zdrojnice se spojují severně od Povlčína, odkud potok teče na jihovýchod, protéká odlesněnou zemědělskou krajinou a vesnicí Milostín. Obec Lišany se nachází na jeho levém břehu a potok se pod ní stáčí na jih. Na pravém břehu se nachází přírodní rezervace Červená louka a přibližně naproti ní, na levém břehu, zbytky hradu Hlavačov. Pod hradem se opět stáčí na jihovýchod, obtéká Rakovník, ve kterém napájí Tyršovo koupaliště a vzápětí se zleva ústí v nadmořské výšce 322 m n. m. do Rakovnického potoka.
V minulosti potok trpěl silným znečištěním, a to v důsledku emisí továrny Rako situované poblíž potoka v rakovnické čtvrti Šamotka. V průběhu devadesátých let 20. století však došlo ke značnému zlepšení situace.
Celý tok Lišanského potoka je mimopstruhovým rybářským revírem, na kterém hospodaří místní organizace Rakovník Českého rybářského svazu. Z rybích druhů jsou zde zastoupeni zejména jelec tloušť, okoun říční a hrouzek obecný.

## Přítoky
- Mutějovický potok (L)
- Nesuchyňský potok (P)
- Novodvorský potok (P)
- Krupský potok (L)
- Červený potok (L)
- Čistý potok (L)